# Atelopus ebenoides
Espèce
Statut de conservation UICN

 CR A2ace+3ce : 
En danger critique
Atelopus ebenoides est une espèce d'amphibiens de la famille des Bufonidae.

## Répartition
Cette espèce est endémique de Colombie. Elle se rencontre entre 2 500 et 3 700 m d'altitude dans la partie Sud des cordillère Centrale dans les départements de Cauca et de Huila.

## Taxon Lazare
L'espèce est un exemple de taxon Lazare.

## Publication originale
- Rivero, 1963 : Five new species of Atelopus from Colombia, with notes on other forms from Colombia and Ecuador. Caribbean Journal of Science, vol. 3, no 2/3, p. 104–124 (texte intégral).